# Martin Fowler
Martin Fowler  (Walsall, 1963) é um autor conhecido na área de arquitetura de software, especializado em análise orientada a objetos, UML, padrão de projeto de software e metodologias de desenvolvimento ágil de software, incluindo Programação extrema (XP). Ele começou a trabalhar com desenvolvimento de software no início dos anos 80 e escreveu vários livros populares sobre desenvolvimento, alguns deles já traduzidos para português.

## Livros (emPortuguês)
- Refatoração para Padrões, ISBN 8577802449, Ed. Bookman, 2008
- Padrões de Arquitetura de Aplicações Corporativas, ISBN 8536306386, Ed. Bookman, 2006
- Refatoração: Aperfeiçoando o projeto de código existente, ISBN 8536303956, Ed. Bookman, 2004
- UML Essencial, ISBN 8536304545, Ed. Bookman, 2004
- NoSQL Essencial,ISBN 9788575223383, Ed. Novatec, 2013